# Hexoxyde de carbone
L'hexoxyde de carbone ou hexaoxyde de carbone est un oxyde de carbone de formule CO6.

## Production
Il peut être produit de la même manière que CO5, par irradiation de glace de dioxyde de carbone à basse température (10 K) et sous vide, avec des électrons d'une énergie correspondant à 5000 V.

## Structure
Cette molécule a été observée adoptant une symétrie Cs. Le cycle n'est pas un hexagone plat mais légèrement plissé avec des longueurs de côtés variables et des angles peu différents des 120° des hexagones réguliers. En parcourant le cycle à partir de la liaison carbone-oxygène, les distances interatomiques sont C-O2: 136,2 pm, O2-O3 : 149,1 pm, O3-O4 :  139,1 pm, O4-O5 : 139,1 pm, O5-O6 : 149,1 pm et O6-C : 136,2 pm. Les angles entre les liaisons sont O6-C-O2 : 120,4°, C-O2-O3 : 115,7°, O2-O3-O4 : 105,9° et à l'opposé du carbone O3-O4-O5 : 104,1°. Pour la double liaison carbone-oxygène,la longueur est de 118,5 pm et l'angle avec les liaisons simples est de 119,6°.

## Propriété
L'hexoxyde de carbone est stable jusqu'à 60K. Les pics de son spectre vibrationnel infrarouge, inclut la fréquence la plus absorbée ν1 à 1876 cm−1 qui correspond à la vibration d'élongation de la double liaison carbone-oxygène avec les isotopes les plus communs : 12C=16O.